# برهمپور
برهماپور
شهر برهمپور (اوریه: ବ୍ରହ୍ମପୁର) با جمعیت ۴۰۲٫۶۷۲ نفر در ایالت اودیشا در کشور هند واقع شده‌است.